# Rosgorgia inexspectata
Rosgorgia inexspectata är en korallart som beskrevs av Lopez Gonzalez och Gili 200. Rosgorgia inexspectata ingår i släktet Rosgorgia och familjen Subergorgiidae.
Artens utbredningsområde är Södra Ishavet. Inga underarter finns listade i Catalogue of Life.